# Fußballjahr 1984
◄ | 1980 | 1981 | 1982 | 1983 | Fußballjahr 1984 | 1985 | 1986 | 1987 | 1988 | ►

Weitere Sportereignisse

## International

### Nationalmannschaften
- Die Fußball-Europameisterschaft 1984 fand vom 12. bis 27. Juni in Frankreich statt. Europameister wurde die Mannschaft des Gastgebers Frankreich.

Finale:  Frankreich –  Spanien 2:1
- Fußball-Afrikameisterschaft 1984 in der Elfenbeinküste, Finale:  Kamerun –  Nigeria 3:1

### Olympische Spiele
- Olympischer Fußball-Wettbewerb der Spiele der XXIII. Olympiade in Los Angeles 1984:

  Frankreich
  Brasilien
  Jugoslawien

### Vereine
- Europapokal der Landesmeister 1983/84:  FC Liverpool, Finale 1:1 n. V., 4:2 i. E. gegen AS Rom
- Europapokal der Pokalsieger 1983/84:  Juventus Turin, 2:1 gegen FC Porto
- UEFA-Pokal 1983/84:  Tottenham Hotspur, Finalspiele 1:1 und 1:1 n. V., 4:3 i. E. gegen RSC Anderlecht

- Copa Libertadores 1984:  CA Independiente, Finalspiele 1:0 und 0:0 gegen Grêmio Porto Alegre

### Fußballer des Jahres
- Ballon d’Or 1984:  Michel Platini
- Südamerikas Fußballer des Jahres:  Enzo Francescoli
- Afrikas Fußballer des Jahres:  Théophile Abega

## National

### Belgien
- Belgische Meisterschaft: Meister KSK Beveren

### Brasilien
- Brasilianische Meisterschaft: Meister Fluminense FC

### England
- Englische Meisterschaft: Meister FC Liverpool
- FA Cup 1983/84: Sieger FC Everton

### Jugoslawien
- Jugoslawische Meisterschaft: Meister FK Roter Stern Belgrad

### Liechtenstein
- Liechtensteiner Cup 1983/84: Cupsieger FC Balzers

### Niederlande
- Niederländische Meisterschaft: Meister Feyenoord Rotterdam

### Österreich
- Österreichische Fußballmeisterschaft 1983/84: Meister FK Austria Wien
- Österreichischer Fußball-Cup 1983/84: Sieger SK Rapid Wien

### Schottland
- Schottische Meisterschaft: Meister FC Aberdeen

### Schweiz
- Schweizer Fussballmeisterschaft 1983/84: Meister Grasshopper Club Zürich

### Uruguay
- Uruguayische Fußballmeisterschaft: Meister Central Español FC

## Frauenfußball
- Erste Fußball-Europameisterschaft der Frauen: Sieger  Schweden